# Annie Lush
Annie Fabienne Lush (Poole, 11 de abril de 1980) es una deportista británica que compitió en vela en las clases Yngling y Elliott 6m.
Ganó una medalla de bronce en el Campeonato Mundial de Yngling de 2007 y una medalla de plata en el Campeonato Europeo de Yngling entre los años Campeonato Europeo de Yngling de 2004. Además, obtuvo tres medallas en el Campeonato Mundial de Match Race Femenino entre los años 2010 y 2018. Participó en los Juegos Olímpicos de Londres 2012, ocupando el séptimo lugar en la clase Elliott 6m.

## Palmarés internacional
| Campeonato Mundial | Campeonato Mundial      | Campeonato Mundial | Campeonato Mundial |
| Año                | Lugar                   | Medalla            | Clase              |
| ------------------ | ----------------------- | ------------------ | ------------------ |
| 2007               | Cascaes (Portugal)      | Medalla de bronce  | Yngling            |
| Campeonato Europeo |                         |                    |                    |
| Año                | Lugar                   | Medalla            | Clase              |
| 2004               | Stavoren (Países Bajos) | Medalla de plata   | Yngling            |

| Campeonato Mundial | Campeonato Mundial            | Campeonato Mundial | Campeonato Mundial |
| Año                | Lugar                         | Medalla            | Clase              |
| ------------------ | ----------------------------- | ------------------ | ------------------ |
| 2010               | Rhode Island (Estados Unidos) | Medalla de oro     | Match race         |
| 2011               | Perth (Australia)             | Medalla de plata   | Match race         |
| 2018               | Ekaterimburgo (Rusia)         | Medalla de oro     | Match race         |